# Лампудиус
Лампудиус — знатный византийский архонт, которые имел владения на Пелопоннесе. Известно, что он возглавлял первый крупный бунт византийской знати на Пелопоннесе, который чуть не привёл к свержению морейского деспота Мануила Кантакузина.

## Биография
Лампудиус происходил из знатной византийской семьи из Мистры. Также известно, что Лампудиус был одним из знатнейших архонтов Мореи. Около 1354 года, морейский деспот Мануил решил создать флот, который охранял бы его владения от турецких пиратов. Для этого он решил собрать деньги с морейских архонтов. Этим самым он настроил враждебно по отношению к себе византийскую знать. На этом решил сыграть хитроумный Лампудиус.
Когда надо было собирать деньги, Лампудиус сам вызвался провести сбор. Но вместо поставленной задачи, он начал агитировать местных архонтов на восстание против Мануила. В результате, все архонты стеклись под его знамёна, и в его армии были как пешие, так и конные воины. С этим войском он выступил в поход на Мистру. Но беда Лампудиуса была в том, что его войска были недисциплинированны, и между ними постоянно вспыхивали раздоры.
Навстречу армии Лампудиуса выступил деспот Мануил. Он имел при себе, похоже, гораздо меньшие силы в размере 300 лично преданных ему солдат и ещё меньшей группы албанских наёмников. Но несмотря на численное превосходство, из-за недисциплинированности частей Лампудиуса, войско мятежников было наголову разбито. По всей видимости, после разгрома восстания, Лампудиус скрылся.
Дальнейшая судьба Лампудиуса неизвестна.

## Наследие
Лампудиус стал первым известным мятежным архонтом в Морейском деспотате, который выступал против деспота и воспротивился попыткам последнего ликвидировать своеволие архонтов. Конечно, и до него вспыхивали бунты отдельных представителей знати, но Лампудиус смог впервые также объединить всю массу архонтов в единую силу. После Лампудиуса такое же сопротивление оказал лишь Димитрий Кантакузин в 1383 году, а Павел Мамон и некоторые отдельные архонты вместе предпринимали попытки противостоять деспоту Феодору I Палеологу: Павел Мамон открыто сопротивлялся до 1384 года, но не оставил попыток избавиться от полного контроля власти в деспотате Феодором до 1394 года.